# Mokhtar Tlili
Mokhtar Tlili (arabe : مختار التليلي), né le 8 octobre 1942 à Tunis, est un joueur et entraîneur de football tunisien.

## Biographie
Solide défenseur au Club sportif des cheminots, il interrompt sa carrière de joueur à l'âge de 25 ans pour embrasser celle d'entraîneur. Champion de division 3 en 1969 (Nord-Ouest) puis 1970 (Tunis et banlieue), il se construit rapidement une réputation, ce qui lui permet de réussir une carrière dans les pays du Golfe et en Libye.
Sélectionneur de l'équipe de Tunisie puis directeur technique, il est conseiller auprès de la Fédération tunisienne de football et sélectionneur de l'équipe de Palestine espoirs entre 2009 et 2012,. En octobre 2015, il est désigné par la fédération tunisienne comme sélectionneur national de l'équipe de futsal, poste qu'il occupe jusqu'en 2018. Toujours en octobre 2015, il est désigné ambassadeur de bonne volonté de la Fédération internationale de mini-football.
Sa carrière d'entraîneur s'étale sur près de quarante ans, pendant lesquelles il remporte plusieurs titres.
Il est également professeur d'éducation physique et sportive et chroniqueur sportif pour plusieurs chaînes de télévision tunisiennes.

## Carrière d'entraîneur
- 1967-1968 : Sporting Club de Moknine
- 1968-1969 : Olympique du Kef
- 1969-1970 : Association Mégrine Sports
- 1971-1972 : Olympique du Kef
- 1969-1970 : Association Mégrine Sports
- 1974-1976 : Sfax railway sport
- 1976-1978 : Club sportif de Hammam Lif
- 1978-1981 : Espérance sportive de Tunis
- 1982 : Club athlétique bizertin
- 1982-1984 : Club africain
- 1985 : Club athlétique bizertin
- 1985-1986 : Sfax railway sport
- 1987-1988 : Club sportif sfaxien
- 1988-1989 : Équipe de Tunisie
- 1992 : Espérance sportive de Zarzis
- 1993 : Sfax railway sport
- 1994 : Espérance sportive de Zarzis
- 1995 : Olympique de Béja
- 1996 : Espérance sportive de Zarzis
- 1998 : Espérance sportive de Zarzis
- 1999 : Sfax railway sport
- 2000 : Union sportive monastirienne
- 2001 : Association sportive de Djerba
- 2007 : Club athlétique bizertin
- 2008 : Club athlétique bizertin
- 2008 : Espérance sportive de Zarzis
- 2009 : Équipe de Palestine espoirs
- 2012 : Avenir sportif de Gabès

## Palmarès
Mokhtar Tlili remporte, comme entraîneur, le titre de champion de Tunisie et trois coupes de Tunisie.

## Publications
- Mon combat et les dessous du football tunisien, Tunis, Sotumédias, 2020[6],[7].